# Osvaldo Raineri
Osvaldo Raineri est un prêtre catholique du diocèse d'Imola ordonné en 1962 et un professeur de Langue et littérature éthiopienne, au Pontificio Ististuto Orientale de Rome, né à Schilpario en province de Bergame le 5 novembre 1935. 

## Biographie
Osvaldo Rainieri, né dans un petit village de la province de Bergame, a toujours entretenu un rapport avec  ses concitoyens et avec l'histoire et les traditions de son lieu d'origine. Il a été titulaire de l'église Santi Bartolomeo e Alessandro dei Bergamaschi (Rome, piazza Colonna), en participant activement à la vie de sa communauté. Aujourd’hui, il est parmi les plus grands experts, en Italie, de la culture et de la littérature dans la langue guèze (éthiopienne classique). Il est diplômé en Langues orientales à l'Université de Rome « La Sapienza ».

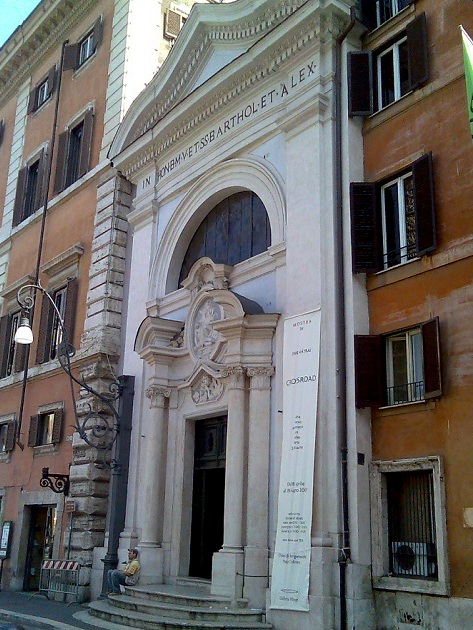
Rome, Église Santi Bartolomeo e Alessandro dei Bergamaschi

Il a revêtu l'habit sacerdotal dans le diocèse d'Imola, ordonné le 16 juin 1962 par Benigno Carrara (évêque d'Imola du 1956 au 1974) et il a enseigné à l'École italienne d'Addis-Abeba, en Éthiopie, sous la tutelle du Ministère des Affaires étrangères d'Italie.
Il a été, pendant 7 ans, assistant à la Bibliotheca apostolica vaticana, à laquelle il a donné en 1997 son fonds personnel « Fondo Raineri », constitué de 335 manuscrits éthiopiens anciens : c'est la plus importante et la plus nombreuse collection de manuscrits éthiopiens, présente aujourd'hui dans cette bibliothèque.
Il était en relation avec l'architecte bergamasque Sandro Angelini (1915–2001), qui a travaillé pendant de nombreuses années en Éthiopie. Osvaldo Raineri a étudié et catalogué la nombreuse collection de manuscrits éthiopiens anciens de Sandro Angelini. 
Le diplomate, ethnologue et orientaliste italien Enrico Cerulli, qui fut gouverneur du Choa, puis de la province de Harar en Éthiopie, retourné en Italie en 1940 travailla à la Bibliotheca apostolica vaticana, à laquelle il donna des manuscrits éthiopiens qu'il avait collectés. Osvldo Raineri les a étudiés. 
Depuis le 1983 Osvaldo Raineri a été professeur de langue et institutions éthiopiennes, à l'Institut pontifical oriental, un centre de recherches et d'études supérieures sur les Églises chrétiennes orientales, catholiques aussi bien que de tradition byzantine.
Osvaldo Raineri a écrit nombreux livres et une centaine d'articles, dans des revues spécialisées, dans des Actes de Colloques nationaux et internationaux et il a rédigé des articles biographiques dans des encyclopédies spécialisées. Il a publié des éditions critiques de textes éthiopiens inédits, avec traduction italienne commentée et avec des notes.

## Œuvres

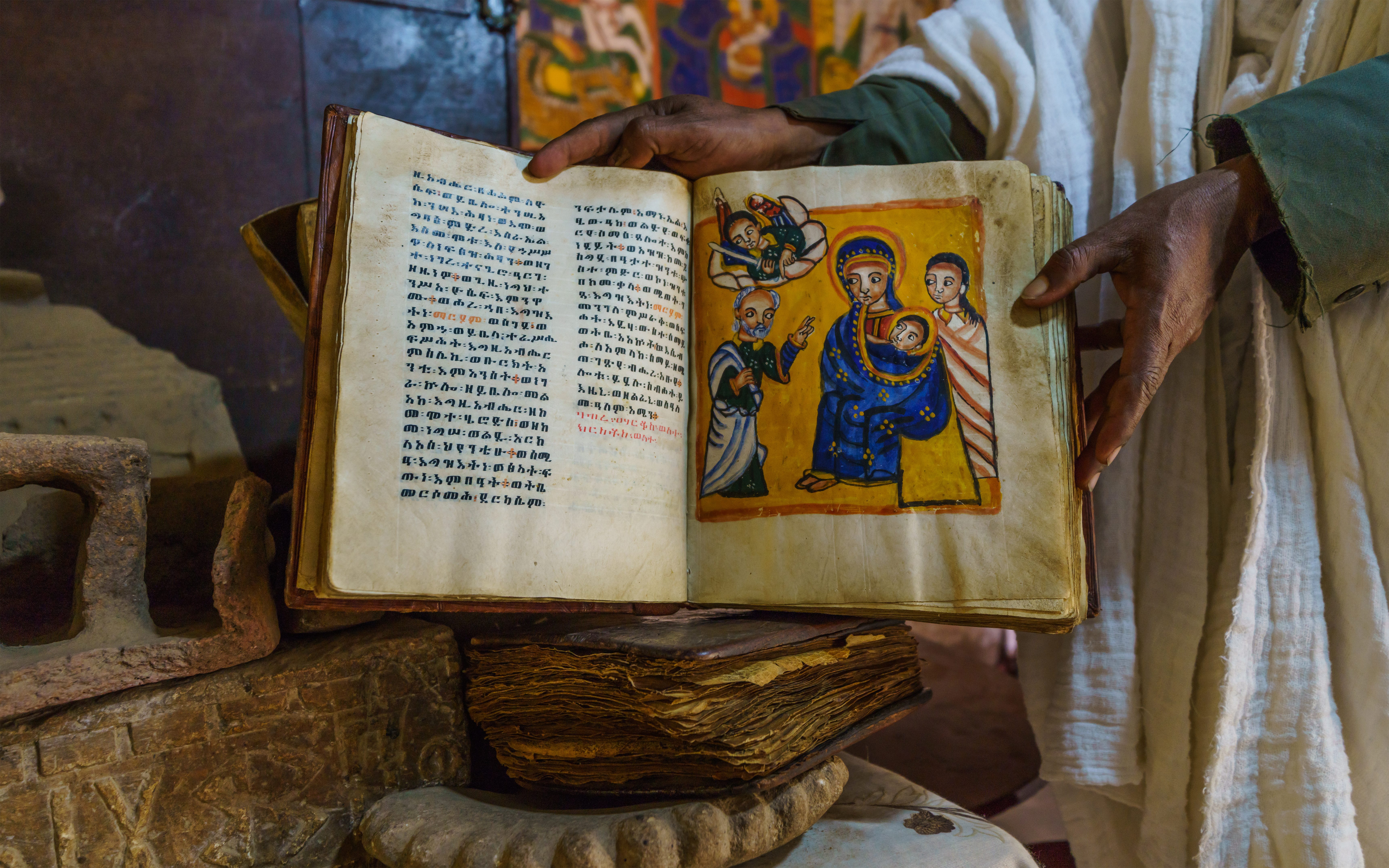
Monastère de Yeha, dans la Région Tigray, Éthiopie

### Livres
- (it + gez) Atti di Abuna Abranyos, Santo Eritreo (1633-1718), Rome, Accademia Nazionale dei Lincei, 1983.
- (it) Catalogo dei rotoli protettori etiopici della collezione Sandro Angelini, Rome, Pia Unione Preziosissimo Sangue, 1990.
- (it) I manoscritti vaticani etiopici 300-323 : inventario analitico, Udine, Del Bianco Editore, 1993.
- (it) La spiritualità etiopica, Rome, Edizioni Studium, 1996, 346 p. (ISBN 978-88-382-3760-7).
- (it + en) Santi guerrieri a cavallo : tele etiopiche ; tele di Qes Adamu Tesfaw (Adamu Tesfaw) ; introduzione di Stanislaw Chojnacki, Clusone (Bg), Ferrari, 1996.
- (it + gez) Atti di Banādlewos (1303-1400) : edizione del testo etiopico e traduzione italiana, Turnhout, Brepols, 1998.
- (it + gez) Gli atti etiopici del martire egiziano Giorgio il Nuovo (978), Cité du Vatican, Biblioteca Apostolica Vaticana, 1999 (ISBN 978-88-210-0697-5).
- (la) Codices Comboniani Aethiopici  (aussi en langue Guèze), Cité du Vatican, Bibliotheca Vaticana, 2000, 334 p. (ISBN 88-210-0706-5).
- (it) Inventario dei manoscritti Cerulli etiopici, Cité du Vatican, Biblioteca Apostolica Vaticana, 2004.
- (it + gez) Gli Atti di Qawestos martire etiopico : sec. XIV : edizione critica del testo etiopico, traduzione italiana, commento, note ed indici  (édition du Ms. Cerulli etiopico 194, conservé à la Biblioteca apostolica Vaticana), Cité du Vatican, Biblioteca apostolica vaticana, 2004.
- (it) Lettere tra i pontefici romani e i principi etiopici (secc. XII-XX). Versioni e integrazioni, Cité du Vatican, Archivio Segreto Vaticano, 2005, 346 p. (ISBN 978-88-85042-43-8).
- (it) Salmi etiopici di Cristo e della Vergine, Rome, Edizioni Appunti di Viaggio, 2005, 192 p. (ISBN 978-88-87164-55-8).

- (it) Simon Pietro Grassi, Lettere inedite e altri scritti : Mons. Simon Pietro Grassi ; a cura di Osvaldo Raineri, Graphicscalve, 2005.
- (it + gez) Muovi le corde della mia anima : inni e preghiere della Chiesa etiopica, Rome, Edizioni Appunti di Viaggio, 2006 (ISBN 978-88-87164-64-0).
- (it) La storia d'Ethiopia di Francesco Alvarez ridotta in italiano da Ludovico Beccadelli, Cité du Vatican, Biblioteca Apostolica Vaticana, 2007, 210 p. (ISBN 978-88-210-0822-1).
- (it + gez) Dal libro etiopico dei miracoli di Maria, Côme, Nodolibri, 2007, 124 p. (ISBN 978-88-7185-142-6).
- (it + gez) Vita del santo monaco etiope Malke'a Krestos (sec. XVI-XVII), Turnhout, Brepols Publishers, 2009 (ISBN 978-2-503-53428-2)[7].
- (it) Schilpario : cose nuove e cose antiche, Vilminore di Scalve BG, Graphicscalve, 2011.
- (it + gez) Il Gadl di san Pietro, patriarca di Alessandria e ultimo dei martiri, edizione del testo etiopico e traduzione italiana, Turnhout, Brepols Publishers, 2011 (ISBN 978-2-503-54158-7).
- (it) Il signore delle chiavi : scritti etiopici sull'apostolo Pietro, Rome, Edizioni Orientalia Christiana, 2012 (ISBN 978-88-7210-377-7).

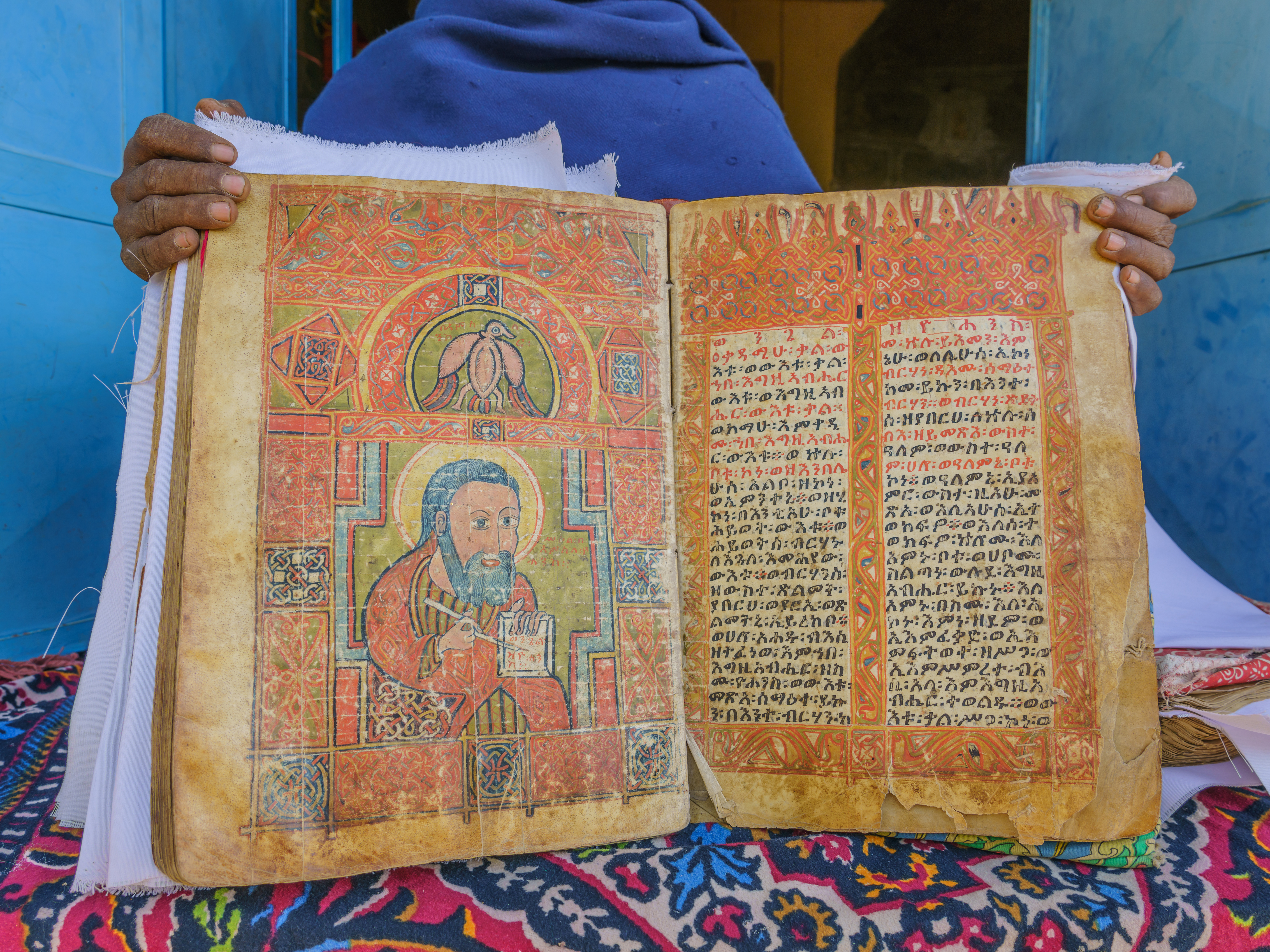
Monastère Abba Pentalewon en Aksum, Région Tigray, Éthiopie

### Œuvres en traductions
- (it) Thomas Oden Lambdin (trad. Osvaldo Raineri), Introduzione alla lingua ge'ez (etiopico classico), Rome, Edizioni Orientalia Christiana, 2002, 229 p. (ISBN 978-88-7210-335-7).
- (it + gez) Osvaldo Raineri (trad. Osvaldo Raineri du ge'ez), Miniature di Yohannes Tesemma, presentate da Renata Riva), La gloria dei re. Salomone e la regina di Saba nell'epopea etiopica tra testo e pittura, Rome, Fondazione Benedetta Riva, 2008, 225 p.

### Œuvres en collaboration
- (it + gez) R. F. Taft et Osvaldo Raineri, Atti di Habtä Maryam (1497) e di Iyasu (1508) santi monaci etiopici, Rome, Edizioni Orientalia Christiana, 1990 (ISBN 978-88-7210-134-6).
- (it) Renata Riva et Osvaldo Raineri, Kebra Nagast. Salomone e la regina di Saba nell'epopea etiopica tra testo e pittura, Fondazione Benedetta Riva, 2008, 225 p. (ISBN 978-88-903551-0-3).
- (it) Ilaria Delsere et Osvaldo Raineri, Chiesa di S. Stefano dei Mori. Vicende edilizie e personaggi, Milan, Nicola Palumbi, 2015 (ISBN 978-88-98807-32-1).

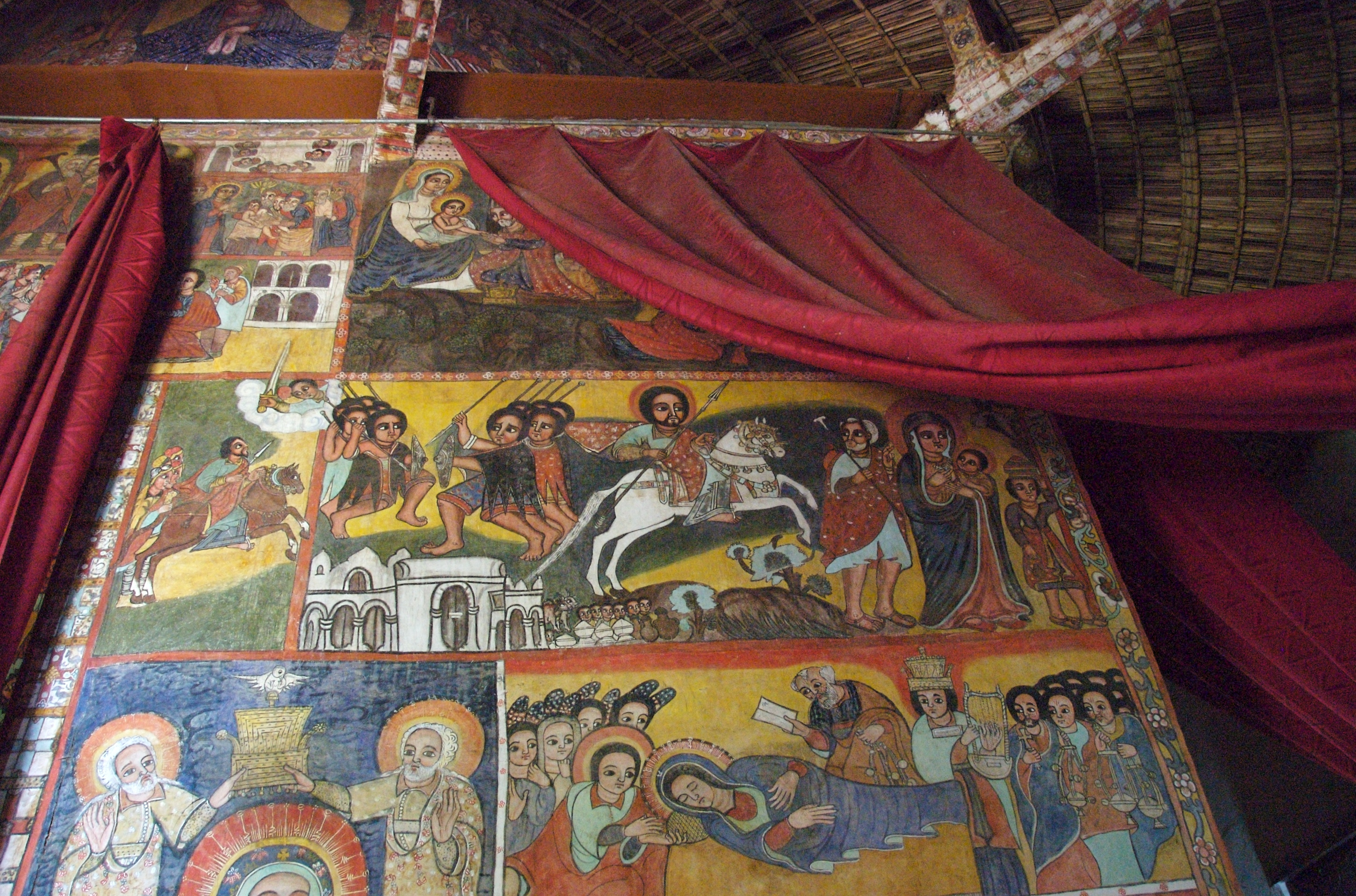
Nārgā Śellāssē, Lac Tana, Éthiopie, fin du XVIIIe siècle

- (en + it) Ilaria Delsere et Osvaldo Raineri, Chiesa di S. Stefano dei Mori. Vicende edilizie e personaggi, Milan, Nicola Palumbi, 2019, 2e éd..

### Articles
- (it + gez) « Vita dei giusti : missionari dell'Etiopia nel sesto secolo : varianti e inno », Ephemerides Carmelicae, no 2,‎ 1980 (31), p. 377-413.
- (it) « I mss. etiopici del Museo diocesano di Bergamo », Accademia nazionale dei Lincei, Rendiconti della classe di scienze morali, storiche e filologiche, Rome, Accademia nazionale dei Lincei, 8e série, vol. 37, nos 7-12,‎ juillet-décembre 1983, p. 264-298.
- (it + gez) « DAM (sangue) in alcuni testi etiopici di lingue semitiche », Atti della IV Settimana di studi "Sangue e antropologia nella teologia", Rome,‎ 1989.
- (it) « La battaglia di Adua secondo Cerulli Etiopico 318 », Aethiopica, vol. 1,‎ 1998, p. 85-100.
- (en) « The narrative cycle », Churches of Ethiopia : the monastery of Nārgā Śellāssē / Mario Di Salvo ; textes de Stanislaw Chojnacki et Osvaldo Raineri, Milan, Skira,‎ 2000, p. 193-208 (ISBN 88-8118-529-6).
- (en) « The story of Nārgā (Zēnā Nārgā) », Churches of Ethiopia : the monastery of Nārgā Śellāssē / Mario Di Salvo ; textes de Stanislaw Chojnacki et Osvaldo Raineri, Milan, Skira,‎ 2000, p. 211-218 (ISBN 88-8118-529-6).
- (it) « Lettere inedite del card. Fabio Chigi (Alessandro VII), vescovo d'Imola », Miscellanea Bibliothecae apostolicae Vaticanae 8, Cité du Vatican, Biblioteca apostolica Vaticana,‎ 2001, p. 407-444 (ISBN 88-210-0728-6).
- (it + gez) « Gli atti di Mazra'eta Krestos (Ms Ranieri 136 della Vaticana) », Miscellanea Bibliothecae apostolicae Vaticanae 9, Cité du Vatican, Biblioteca apostolica Vaticana,‎ 2002, p. 305-374 (ISBN 88-210-0736-7).
- (it) « Note sul Gadla Qawestos : (Cerulli etiopico 194) », Miscellanea Bibliothecae apostolicae Vaticanae 10, Cité du Vatican, Biblioteca apostolica Vaticana,‎ 2003, p. 263-291 (ISBN 88-210-0759-6).
- (it + gez) Osvaldo Raineri et Tedros Abraha, « Filone di Carpasia : un'omelia pasquale trasmessa in etiopico », Eukosmia : studi miscellanei per il 75° di Vincenzo Poggi S. J. / a cura di Vincenco Ruggieri e L. Pieralli, Soveria Mannelli, Rubbettino,‎ 2003, p. 377-398 (ISBN 88-498-0730-9).
- (it) « Aethiopica Bibliothecae Apostolicae Vaticane », Miscellanea Bibliothecae apostolicae Vaticanae 11, Cité du Vatican, Biblioteca Apostolica Vaticana,‎ 2004, p. 637-652.
- (it + la + gez) Osvaldo Raineri et Tedros Abraha, « La versione etiopica della bolla Ineffabilis di Pio IX », Miscellanea Bibliothecae apostolicae Vaticanae 11, Cité du Vatican, Biblioteca Apostolica Vaticana,‎ 2004, p. 653-669 (ISBN 88-210-0753-7).
- (en) « Gabra Iyasus », Encyclopaedia Aethiopica, 2 : D-Ha, Wiesbaden, Harrassowitz,‎ 2005, p. 614 (ISBN 3447052384).
- (it) « Abba Kirākos : omelie etiopiche sulla croce (Ms. Raineri 43, della Biblioteca Apostolica Vaticana) », La croce: iconografia e interpretazione (secoli I-inizio XVI) : Atti del Convegno internazionale di studi : (Napoli, 6-11 dicembre 1999) 2, a cura di Boris Ulianich, Naples, Elio de Rosa,‎ 2007, p. 207-230.
- (en) « The ethiopian tradition », The Orthodox Christian world, edited by Augustine Casiday, New York ; London, Routledge,‎ 2012, p. 116-129 (ISBN 9780415455169).
- (pt) « Reportagem Etiópia. País de mil cruzes », Além-mar : revista missionária mensal, Lisboa, Silva e Saldanha, nos 57/626,‎ 2013, p. 30-35.